# Spada Vetture Sport
La Spada Vetture Sport (SVS) è una casa automobilistica italiana, specializzata nella produzione di automobili a elevate prestazioni.
La SVS fu costituita nel 2008 da Ercole Spada, che è diventato presidente della Spadaconcept ossia centro stile e ricerca della casa automobilistica. Nel 2008 l'imprenditore e il figlio Paolo realizzarono la SVS Codatronca TS: una vettura sportiva, prodotta seguendo la filosofia che da sempre accompagna l'azienda; il nome stesso è un omaggio alle carrozzerie aerodinamiche da competizione che Zagato e Alfa Romeo avevano adottato nei modelli quali Giulietta SZ e Giulia TZ. Dal 2011 produce anche la SVS Codatronca Monza, di tipo barchetta.